# Dendrophilacris metae
Dendrophilacris metae är en insektsart som beskrevs av Marius Descamps 1976. Dendrophilacris metae ingår i släktet Dendrophilacris och familjen gräshoppor. Inga underarter finns listade i Catalogue of Life.